# Древноегипетско право
Правото в Древен Египет или древноегипетското право не е систематично. В този смисъл не е съпоставимо с най-древното – Вавилонско право.
Съдът в Древен Египет не е отделен административно от чиновническия апарат. Всички длъжностни лица в държавата са едновременно и съдии. Съдебното производство се осъществява колегиално, еднолични съдилища няма, а има централен областен съд – Кенбет, състоящ се от 30 съдии избирани от знатните личности на града. Подобни колективни съдилища има в отделните древноегипетски градове. Има и храмови съдилища. Фараонът е висша съдебна инстанция. Той може да отмени решенията на всеки един древноегипетски съд и лично да реши всяко едно дело. Всички свободни египтяни могат да се обръщат към него с жалби и с молби за помилване.
Най-висшият чиновник в Древен Египет е везирът, със сложни и многочислени функции. Той ръководи финансовото ведомство на страната и всички публични дейности, като е и пазител на държавния печат. Везирът е градоначалник и на царската столица, а в рамките на царския дворец е началник на полицейската стража. Има правомощия и в сферата на правосъдието. Функциите му с течение на времето се променят и видоизменят. В някои случаи получава власт и над войската, а в други финансовото ведомство е извадено от неговата разпоредителна дейност.
Друга важна държавна фигура в Древен Египет с административно-съдебни функции е началника на държавното ведомство, който е представител на най-висшата аристокрация и е член на управляващото фараонско семейство. Участва в строителството на военни кораби, в осигуряването на продоволствени запаси за армията и т.н.